# Hilberts bassats
Inom matematiken, speciellt kommutativ algebra, är Hilberts bassats ett resultat som säger att en polynomring över en Noethersk ring är Noethersk.

## Användningar
Låt {\displaystyle R} vara en Noethersk kommutativ ring. Hilberts bassats har några omedelbara konsekvenser: 
1. Med induktion ser vi att {\displaystyle R[X_{0},\dotsc ,X_{n-1}]} är också Noethersk.
2. Om {\displaystyle A} är en ändligtgenererad {\displaystyle R}-algebra vet vi att {\displaystyle A\simeq R[X_{0},\dotsc ,X_{n-1}]/{\mathfrak {a}}} där {\displaystyle {\mathfrak {a}}} är ett ideal. Ur Hilberts bassats följer det att {\displaystyle {\mathfrak {a}}} är ändligtgenererad, låt oss säga {\displaystyle {\mathfrak {a}}=(p_{0},\dotsc ,p_{N-1})}, d.v.s. {\displaystyle A} är ändligt presenterad.